# Muzaffarnagar (distrikt)
Muzaffarnagar är ett distrikt i den indiska delstaten Uttar Pradesh, och har 3 543 362 invånare (2001) på en yta av 4 008,0 km², vilket gör en befolkningsdensitet på 884,07 inv/km². Den administrativa huvudorten är staden Muzaffarnagar. Urbaniseringsgraden är 25,51 procent (2001). De största religionerna är hinduism (60,71 %) och islam (38,09 %).

## Administrativ indelning
Distriktet är indelat i fem kommunliknande enheter, tehsils:
- Budhana, Jansath, Kairana, Muzaffarnagar, Shamli

Dessa är i sin tur indelade i städer (towns) och byområden (villages). Städerna är vidare indelade i mindre administrativa enheter som kallas wards.

## Städer
Distriktets städer är huvudorten Muzaffarnagar samt Ailum, Banat, Bhokarhedi, Budhana, Charthaval, Garhi Pukhta, Jalalabad, Jansath, Jhinjhana, Kairana, Kandhla, Khatauli, Khatauli Rural, Miranpur, Purquazi, Shahpur, Shamli, Sisauli, Thana Bhawan, Un